# Skomielna Biała

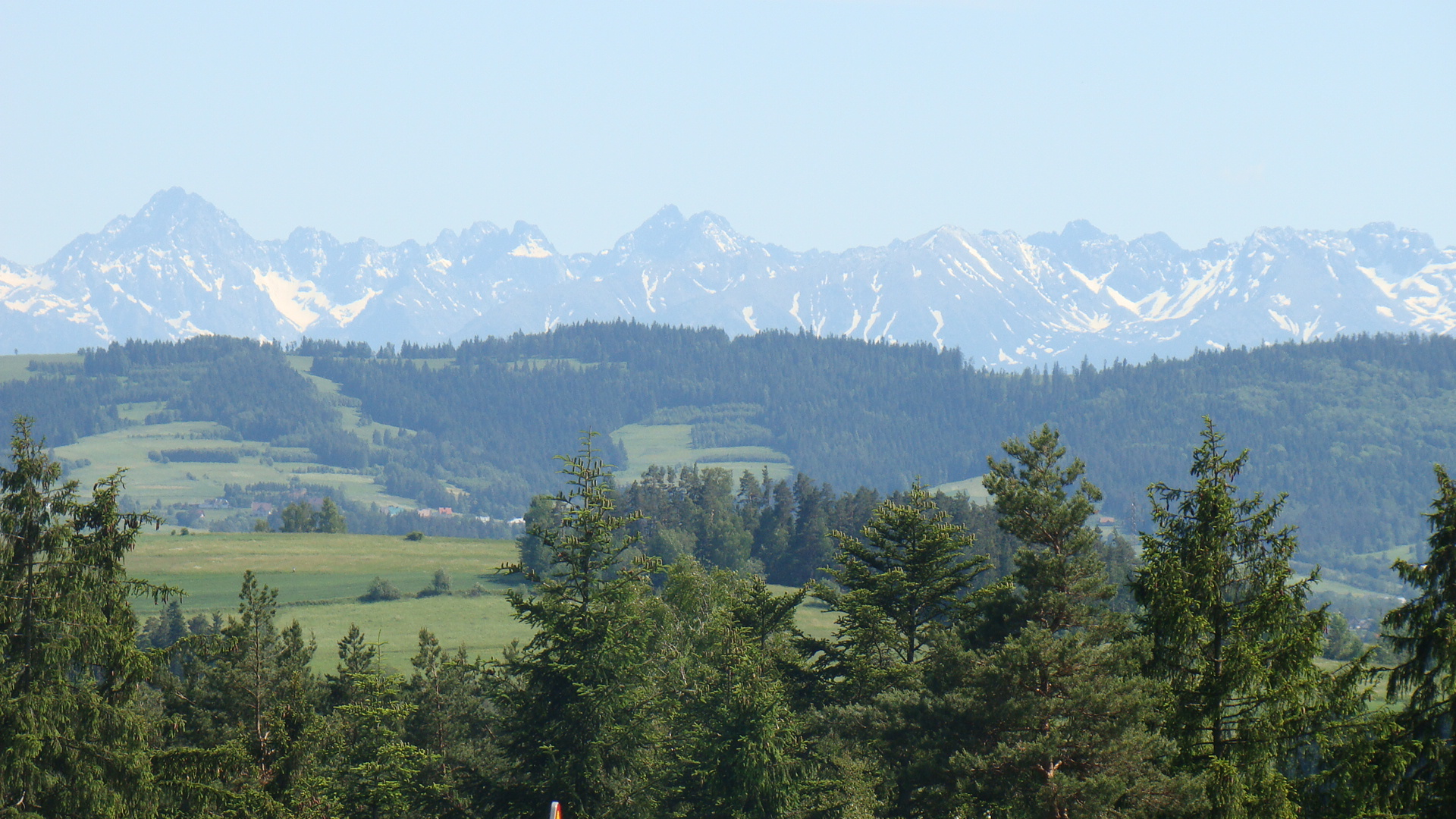
Blick auf die Tatra von der Landstraße DK28 im Ort

Skomielna Biała ist ein Dorf in der polnischen Gemeinde Lubień im Powiat Myślenicki in der Woiwodschaft Kleinpolen.

## Geographie
Skomielna Biała liegt am westlichen Berghang des Luboń Mały (896 m n.p.m.) im westlichen Teil der Mittleren Beskiden im Flussgebiet der Raba im Rabka-Becken. Südlich von Skomielna Biała liegen die Berge Birtałowa (626 m n.p.m.) und Zbójecka Góra (643 m n.p.m.).

## Geschichte
Vermutlich war die Gegend bereits im 13. bis zum 5. Jahrhundert v. Chr. besiedelt, zumindest zeugen die im Rabatal gefundenen Gefäßscherben, Feuerstahl und ein Bruchsteinhandbeil davon. Diese Funde befinden sich im Archäologischen Museum in Krakau. Aus unbekannten Gründen wurden diese Gebiete um das Jahr 400 v. Chr. entvölkert.
Zur Herrschaftszeit der Piasten wurde die Besiedlung in Richtung des Tatragebirges vorangetrieben. Im 14. Jahrhundert hat König Kasimir III. eine großangelegte Besiedlungsaktion anhand des Magdeburger Rechts durchgeführt. In diese Zeit datiert die Gründung der Dörfer Lubień (1360) und Rabka (1364). Es ist wahrscheinlich, dass Skomielna Biała ebenfalls im Jahr 1364 gegründet wurde. Möglicherweise war Skomielna Biała anfangs nur ein Weiler für Rabka und die eigentliche Ortsgründung fand im frühen 16. Jahrhundert durch das Adelsgeschlecht Jordan aus Zakliczyn, das auch die Stadt Jordanów gründete, statt.
Der Name Skomielna wurde erstmals in einer Urkunde des Dorfes Rabka erwähnt, die Nikolaus, der Erbe aus Niewiarów, für Andreas und Peter, die Söhne von Landmann Janusz aus Olszówka, am 16. März 1446 ausgestellt hat. In dieser Urkunde befindet sich der Name des Grenzbaches usque ad verticem Skomylna, von der Strömung Glynyasty zur Strömung Skomylna.
Im Jahr 1550 hat Jan Spytko Jordan die erste Kirche und Pfarrkirche gestiftet, 1565 wurde Skomielna aus der Pfarre Łętownia in die Pfarre Rabka versetzt. Im Jahr 1776 wurde der Bau der St.-Sebastians-Kirche aus Lärchenholz beendet.
Bereits seit 1772 stand Skomielna Biała im Herrschaftsbereich der Habsburger (Österreich) infolge der ersten Teilung Polens.
1885 wurde hier eine öffentliche Schule gegründet. 1896 entstand die Pfarre Skomielna Biała nach der Trennung von Rabka, 1911 wurde die Freiwillige Feuerwehr gegründet.
Am 3. September 1939 verbrannte die Wehrmacht die Kirche und einen Teil des Dorfes als Rache für den Widerstand der 10. gepanzerten Kavalleriebrigade von Oberst Stanisław Maczek.
Die Elektrifizierung des gesamten Dorfes fand 1953 statt. Durch die polnische Verwaltungsreform von 1973 gehörte Skomielna Biała zur Woiwodschaft Nowy Sącz, Gemeinde Lubień; seit 1999 zur neu geschaffenen Woiwodschaft Kleinpolen.
In den Jahren 1997–2003 wurde die Schule ausgebaut, die Bemühungen, in Skomielna Biała ein Gymnasium zu gründen, waren erfolgreich. Das Gymnasium wurde nach Henryk Łasak, einem polnischen Radrennfahrer, benannt.

### Name
Zur Namensherkunft gibt es mehrere Hypothesen, eine führt den Ortsnamen auf Skomeln zurück, der wahrscheinlich der Gründer oder der erste Bewohner war. Eine weitere besagt, dass der Name von einem Bach kommt, der die Grenzen des Ortes markierte. Bis zum 17. Jahrhundert wurde Skomielna ohne den Namenszusatz Biała (deut.: weiß ) geschrieben. Dieser wurde wahrscheinlich zur besseren Unterscheidung vom heute als Skomielna Czarna (schwarz) bekannten Ort gewählt.

## Verkehr
In dem Ort kreuzen sich zwei wichtige Landesstraßen: die Landesstraße 28, die Zator und Wadowice mit Nowy Sącz und Przemyśl verbindet und die Landesstraße 7 (Teil der E 77), die nach Zakopane führt.

## Fremdenverkehr
Die neoromanische Kirche ist das prägende Wahrzeichen Skomielna Białas.
Die Gegend um Skomielna Biała ist sehr waldreich und mit Wanderwegen versehen, die in Richtung der Hohen Tatra und auf folgende Gipfel in der Gegend führen: Turbacz und Stare Wierchy in Gorce, Babia Góra in der Babiogórski-Gebirgskette. Der blaue Wanderweg führt aus Jordanów über den Luboń Mały auf den Luboń Wielki (1022 m n.p.m.) in den Mittleren Beskiden.
In den Sommerferien gibt es im Schulgebäude eine Jugendherberge.

## Links
- Homepage Gemeinde Lubień